# Переяслав-Хмельницька централізована бібліотечна система
Перея́слав-Хмельни́цька централізо́вана бібліоте́чна систе́ма — колишній комунальний заклад Переяслав-Хмельницької районної ради, що об'єднував до 45 бібліотек району. Ліквідований у грудні 2020 року.

## Структура
За понад 40 років існування Переяслав-Хмельницької ЦБС її структура залишалася майже незмінною:
- 1978 — 45 бібліотек: Центральна районна бібліотека, Дитяча районна бібліотека, 3 міські бібліотеки-філіали, 40 сільських бібліотек-філіалів
- 1986 — 44 бібліотеки: ЦРБ, ДРБ, 3 міські бібліотеки-філіали, 39 сільських бібліотек (об'єднані бібліотеки сіл Лецьки та Вінинці, закрита бібліотека-філіал с. Вінинці)
- 1989 — 43 бібліотеки: ЦРБ, ДРБ, 3 міські бібліотеки-філіали, 38 сільських бібліотек (об'єднані бібліотеки сіл Стовп'яги та Гречаники, закрита бібліотека-філіал с. Гречаники)
- 1990 — 42 бібліотеки: ЦРБ, ДРБ, 2 міські бібліотеки-філіали, 38 сільських бібліотек (закрита міська бібліотека-філіал № 2)
- 1993 — 41 бібліотека: ЦРБ, ДРБ, 2 міські бібліотеки-філіали, 37 сільських бібліотек (об'єднані бібліотеки сіл Студеники та Жовтневе, закрита бібліотека-філіал с. Жовтневе)
- 1996 — 40 бібліотек: ЦРБ, ДРБ, 1 міська бібліотека-філіал, 37 сільських бібліотек (закрита міська бібліотека-філіал № 1)
- 2020 — 31 бібліотека: ЦРБ, ДРБ, 1 міська бібліотека-філіал, 28 сільських бібліотек[3]

Внаслідок адміністративно-територіальної реформи у грудні 2020 року Переяслав-Хмельницьку ЦБС було ліквідовано. На базі Центральної районної бібліотеки та Дитячої районної бібліотеки, рішенням сесії Переяславської міської ради від 24 грудня 2020 року створено КЗ «Переяславська публічна бібліотека».

## Керівництво
- 1978—1985 — Шнайдер Софія Борисівна[1]
- 1986—2020 — Харіна Світлана Володимирівна[1]
- 2020 — Майстренко Тетяна Миколаївна[3][5]

## Фонди та діяльність
Фонд Переяслав-Хмельницької ЦБС постійно поповнювався новими книжками, інколи завдяки мешканцям міста або самими авторам книг. Станом на 2012 рік фонд рідкісних та цінних видань Переяслав-Хмельницької ЦБС складав 59 примірників книг.
В ЦБС діяли любительські об'єднання та клуби за інтересами, видавалися інформ-листки, проводилися конкурси, зустрічі з письменниками та інші заходи.

## Галерея

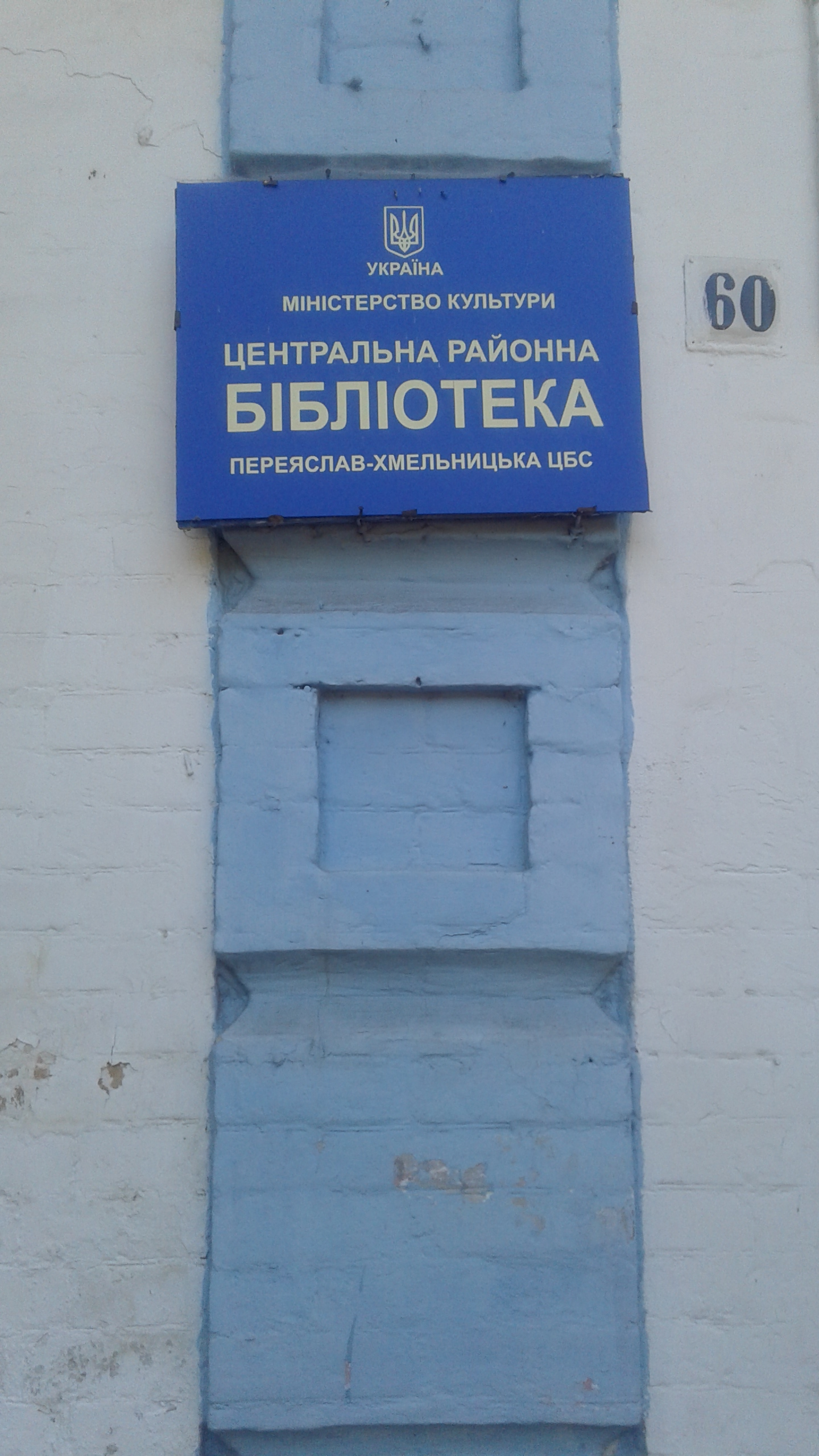
Табличка Центральної районної бібліотеки Переяслав-Хмельницької ЦБС
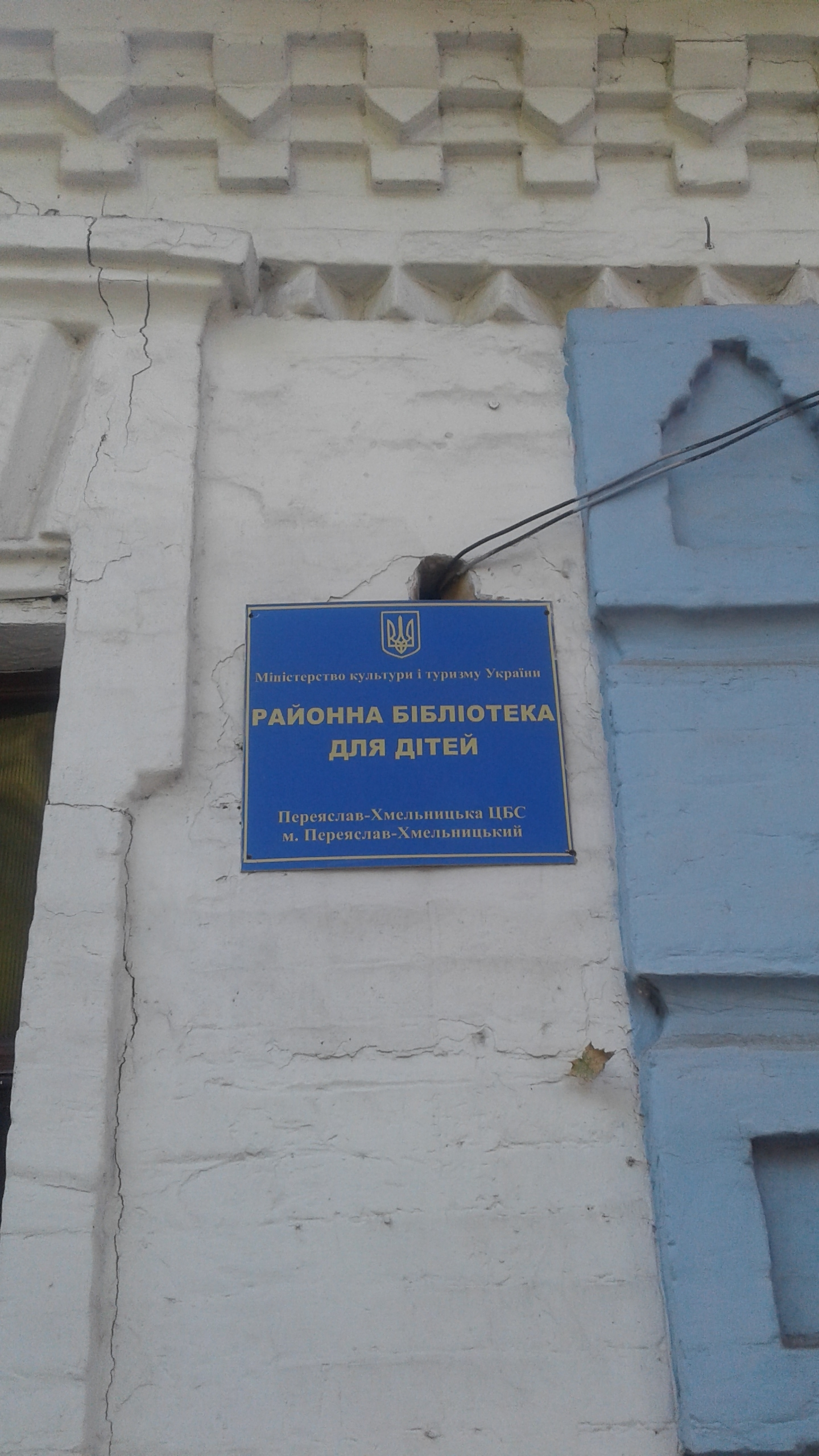
Табличка Дитячої районної бібліотеки Переяслав-Хмельницької ЦБС
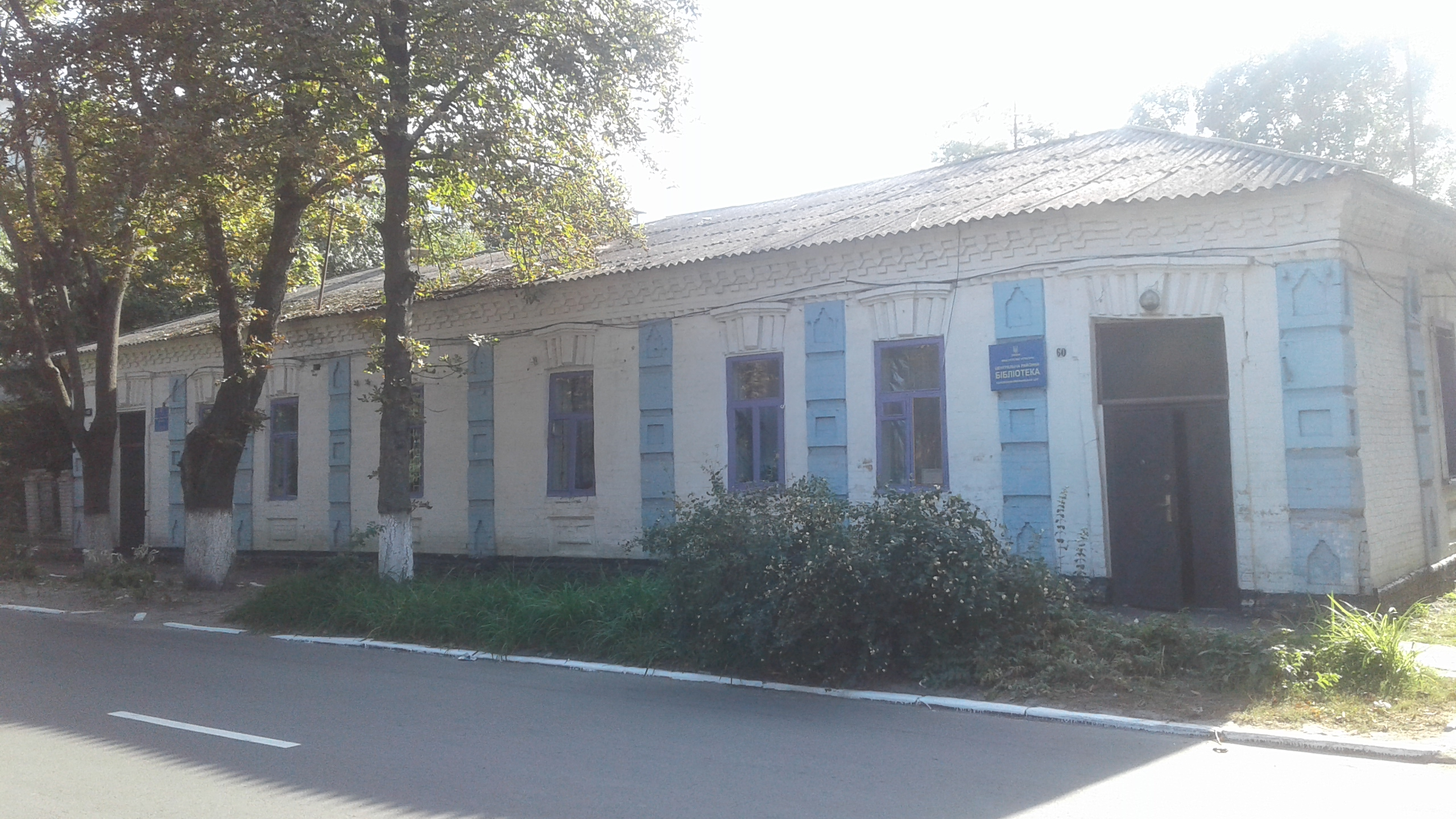
Корпус Центральної та Дитячої районних бібліотек Переяслав-Хмельницької ЦБС